# 川崎協同病院事件
川崎協同病院事件（かわさききょうどうびょういんじけん）とは、神奈川県川崎市川崎区の川崎協同病院で、医師が患者の気管内チューブを抜管後に筋弛緩剤を投与して死亡させたとして殺人罪に問われた事件である。尊厳死・安楽死の問題、延命治療や終末期医療とインフォームド・コンセントのあり方が問われた事件である。
患者が喘息発作を起こしていったん心肺停止状態になり、同病院に搬送され昏睡状態のまま入院となった。1998年（平成10年）11月16日に担当医師が気道を確保していたチューブを外した後、患者がのけぞり苦しそうな呼吸を始めたため、准看護師に指示して筋弛緩剤を注射し、患者はまもなく死亡した。2002年（平成14年）4月、同病院が経緯を公表し、同年12月、医師は殺人容疑で逮捕・起訴され、2009年（平成21年）に有罪判決が確定した。

## 経緯

### 事件
1998年（平成10年）11月2日に当時58歳の男性患者が気管支喘息重積発作から心肺停止へ陥り川崎協同病院へ搬送される。患者は1984年に川崎ぜんそくの公害病認定を受けており、病院到着後の一次救命処置により心臓の拍動に再開を認めるも低酸素脳症から意識障害は回復せず、人工呼吸器を処置され入院する。自発の呼吸再開を認めて11月6日に人工呼吸器を外すも、気管内チューブは留置する。11月11日に医師が抜管すると呼吸状態に悪化を認めて窒息の恐れから再度挿管する。この間に医師は「患者は9割9分9厘植物状態になり、9割9分9厘脳死状態である」と説明し、家族は患者の気管内チューブ抜去に同意したとされる。
11月16日に患者の妻子と孫が集まる病室で、医師は当該行為で患者が死亡することを認識のうえで、気道確保のために患者気管内へ経鼻的に挿管されたチューブを抜去する。患者は予想に反して身体をのけぞらすなど苦悶様呼吸を始め、医師は鎮静剤セルシンやドルミカムを静脈注射するも鎮められず、同僚医師へ助言を求める。その示唆に基づき筋弛緩剤ミオブロックを集中治療室から取り寄せ、3アンプルを看護師に静脈注射させる。注射後の数分で呼吸が、11分後に心臓の拍動がそれぞれ停止して患者は死亡する。本件は翌日に院長へ報告され、院長は当該医師から事情を聴取して本人に反省を促すも処分せず管理会議へ報告していない。

### 事件の公表
事件後3年経った2001年（平成13年）10月30日、麻酔科医師が内部告発という形で次期院長に訴えた。院長は患者の診療録を検討し当該医師に面談した。医師は家族の要請で抜管を行ったが、苦悶様呼吸がみられたので鎮静剤投与と筋弛緩剤を投与したことを認めた。病院管理部は医師が不適切な処置により患者を死に至らしめたことを確認し、医師として許されない行為をしたとして同年11月末に医師に退職を勧告し、2002年2月に医師は退職した。
法人は事件の公表をどのような形で行うか検討を進めた。社会的に影響が大きいことと、患者家族への影響があり組合員や職員に与えるショックも大きくなることが予想されたが、法人は2002年4月、患者家族に謝罪した上で、記者会見で事件について公表し謝罪した。事件はマスコミによりセンセーショナルに繰り返して報道された。

### 調査報告

#### 内部調査委員会報告
法人は内部調査委員会を発足させて事実関係の調査を行い、問題の原因と背景を分析して病院の責任を明らかにし、再発防止の具体化をすすめた。2002年（平成14年）7月30日、内部調査委員会は調査報告書を公表した。カルテに基づき入院後の経過を検討し、患者の死亡当日の病態と聞き取りに基づいた死亡当日の経過を調べ、事件発生後発表までの経過と病院の対応の問題点も検討した。
報告書は、医師の患者家族への説明について、診療録には家族の希望に基づいて抜管したと記載してあるが、家族の誰といつ話したか、病状をどのように説明したかが明確でなく、かえって誤った説明をしており、使用した薬剤についても説明しておらず、抜管が患者を死に至らしめる行為であることを説明していなかった可能性があるとした。
報告書は事件が生じた原因と背景を分析し、「患者の人権を尊重する医療」という理念を、実際の医療現場で実践することが徹底されていなかった、チーム医療についての認識とその実践が極めて不十分であった、管理システムと運用上の問題が改善されなかった、「危機管理」意識の不徹底が必要な対応を遅らせた、と痛切な反省を連ねた。さらに倫理委員会の設立と終末期医療についての取り組みが遅れ、インフォームド・コンセントを定着させるための努力が不十分であったと指摘した。
報告書は、再発防止の取り組みと病院の抜本的な改革に向けての提言をした。事件公表以来、内科におけるチーム医療体制の強化、危機管理システムの見直し、医療倫理委員会の設立、業務基準の見直しが進められているが、今後さらにチーム医療の徹底を図ること、医療安全管理意識の教育を進め、病院の抜本的改革のために地域における病院の存在意義を再確認し、診療体制を再構築して病院の管理運営システム、職員教育システムの改善を図ることを宣言した。

#### 外部評価委員会報告
法人は、病院組織の外部から公正・中立・客観的検討を行ってその結果を報告し、広く日本の病院における「医療の安全体制」「医療の質の向上」に資することを目的として外部評価を依頼した。外部評価委員会は2002年7月31日、「医療の民主化と安全文化を育む組織の仕組みと運営」と題して外部評価委員会報告書を公表した。
報告書は事件を一つの事例として取り上げた。本事例を起こすに至った要因の多くは、日本の病院では少なからず経験し日常的に遭遇している問題であるが、問題解決に向けて明確にされてこなかった、将来においてもすっきりと解決し難い問題を含むとして、個人の責任追及より組織医療の問題点を解明する立場で、問題点を浮き彫りにし解決策を検討した。
報告書は、川崎協同病院は組織の理念として、民医連綱領と医療生協の「患者の権利章典」をもっているが、この理念と本事例は大きく乖離しており、理念が日常の医療現場で生かされていないと断じた。病院の理念と目的を浸透させ実現するための計画や運営方法、仕組みが十分でなく、病院組織の実際の運営と組織図は整合性を欠き、旧態依然とした医師のパターナリズムが前面に押し出された指導がみられ、組織医療をまとめるリーダーとしての医師の役割とあるべき姿に欠けている。本事例ではインフォームド・コンセントのあり方に重大な問題があり、チーム医療がうかがわれず、コミュニケーションの要としてのカンファレンスの記録も残されていない、と指摘した。医療行為の中心は患者自身にあり、インフォームド・コンセントは医療の民主主義といっても過言ではない。患者からインフォームド・コンセントをえるプロセスを大切にし、医療現場における日常的なコミュニケーションシステムを構築してチーム医療を実践し、毎日の医療現場における倫理的課題に取り組むことの大切さを指摘した。
報告書は、本事例は終末期医療のあり方、尊厳死・安楽死とも関連しているが、「許される安楽死」に当たるとは考え難いと述べた。その上で現状においてはこのような問題に対応するためのガイドラインは多くの病院でも用意されておらず、用意されても安易な判断は許されないと述べ、最後にこの事例は川崎協同病院に特異的なものではなく、その多くの要因は日本の病院に潜在的に存在していると繰り返した。

## 刑事事件
横浜地方検察庁は、医師の行為は殺人罪にあたるとして起訴した。刑事裁判においては、医師の行為が刑法上の殺人罪にあたるかが問われた。
2005年（平成17年）3月25日、横浜地方裁判所（広瀬健二裁判長）は、被告医師が治療を尽くさず「家族の真意を十分に確認せず、誤解に基づいてチューブを抜いた」などとして殺人罪の成立を認め、被告人を懲役3年・執行猶予5年とした。
2007年（平成19年）2月28日、東京高等裁判所（原田國男裁判長）は、患者の意思が不明で死期が切迫していたとは認められないとしたが、家族の要請で決断したものであったことを認定し「それを事後的に非難するのは酷な面もある」として、当時の殺人罪の量刑としては最も軽い懲役1年6ヶ月・執行猶予3年に減刑した。
2009年（平成21年）12月7日、最高裁判所第三小法廷（田原睦夫裁判長）は、「脳波などの検査をしておらず、余命について的確な判断を下せる状況にはなかった。チューブを抜いた行為も被害者の推定的意思に基づくとは言えない」と、法律上許される治療中止には当たらないとして、被告側の上告を棄却する決定を出したため、懲役1年6ヶ月・執行猶予3年とした東京高裁の判決が確定した。尊厳死などの延命治療の中止を巡って医師が殺人罪に問われたケースで、最高裁が判断を示した初のケースだったが、延命治療の中止が許される要件については示さなかった。

### 一審判決
近時の高度な延命医療技術の発展は、患者に自己の死の迎え方を選ぶ余地を与えるとともに、医師の側には実行可能な医療行為の全てを行うことが望ましいとは必ずしも言えないという問題を生ぜしめた。すなわち、末期医療における患者の死に直結し得る治療中止は、患者の自己決定権の尊重と医学的判断に基づく治療義務の限界を根拠として認められる。治療義務の限界は、医師が可能な限りの適切な治療を尽くし、医学的に有効な治療が限界に達している状況に至れば、その治療を続ける義務は法的にはないというべきである。
患者の自己決定は、回復の見込みがなく死が目前に迫っていること、患者がそれを正確に理解し判断能力を保持していることが不可欠の前提であり、回復不能・死期の切迫については、医学的に行うべき治療や検査を尽くし、複数の医師により確定的な診断をなされるべきであって、患者の自己決定の前提として十分な情報が提供され、任意かつ真意に基づいた意思の表明がなされていることが必要である。患者の意思の直接の確認ができない場合には、リビング・ウィルなど本人の事前の意思が記録されているものや、患者の生き方・考え方を良く知る者による患者の意思の推測なども手がかりになる。患者の真意が不明の場合、「疑わしきは生命の利益に」の原則で生命保護を優先させるべきである。
一審判決はこのような考え方の下に、本件においては被害者の回復可能性や死期切迫の程度を判断する十分な検査が尽くされていない、家族らに患者本人の意思について確認しておらず、抜管行為の意味すら正確に伝えられていなかった、治療義務の限界を論じるほど治療を尽くしておらず、早すぎる治療中止として非難を免れない、と判断した。一審判決はより詳細に論じたものであるが、その結論は最高裁の判断とほぼ同じである。
一審判決について、尊厳死・安楽死と刑法を研究してきた甲斐克則は「先の東海大学病院事件の論理を前提としつつも、それをさらに深化させた部分がある。『疑わしきは生命の利益に』という基本的視点を立論の基礎に置いた」と高く評価した

### 高裁判決
高裁判決は、終末期の患者の治療中止について患者の自己決定権と医師の治療義務の限界から論じられているが、尊厳死問題を抜本的に解決するためには、尊厳死法の制定・ガイドラインの策定が必要であり、国を挙げて議論・検討すべき課題であると指摘した。その上で、治療中止が殺人にあたると認めるためには、患者の自己決定権と治療義務の限界の双方の観点から、その治療中止を適法とすることができなければ殺人罪の成立を認めざるをえないとして、本件が患者の意思に基づいていたと認めることはできず、治療義務が限界に達していたと認めることもできないと判断した。
高裁判決では、家族からの要請の有無は本件抜管の適法性の判断のうえで重要な事実であるから「家族からの要請がなかったと認定するには合理的な疑いが残る」としたが、それに続けて、患者の考え方は全く不明であり、患者の死期が切迫していたとは言えない本件においては、家族の意思を患者の意思と同視することはできず、本件抜管が患者の意思に基づいていたとは認められない、と判断した。

### 最高裁判所判決
最高裁判決は、末期医療における治療中止・安楽死・尊厳死をめぐって、初めての最高裁の判断が示されるケースとして注目された。
最高裁の判決は、延命治療の中止が許される要件についての一般的な枠組みを示したものではないが、地裁・高裁の判決を受けて最高裁が述べたことは、延命治療の中止を考えるにあたり法律上何が重視されるかについて端的に語っており、きわめて貴重な判例となっている。
終末期医療において差し控え・打ち切りの対象となる延命治療の内容は、人工呼吸器、胃ろうなどによる水分栄養補給、化学療法など数多くあるが、医師の行った行為で殺人にあたると判断されたのは、気管内チューブの抜管とミオブロックの投与であり、この両者が合わさり殺人行為を構成すると判断された。
最高裁判決はその判断を示すにあたり、患者が11月2日に病院に運び込まれてから16日に至るまでの事実経過を要約して述べた上で、「被害者（患者）が気管支ぜん息の重積発作を起こして入院した後、本件抜管時までに、同人の余命等を判断するために必要とされる脳波等の検査は実施されていない。また、被害者自身の終末期における治療の受け方についての考え方は明らかでない」ことを確認した。その上で、法律上許される治療中止にあたるという被告人の弁護人の主張を排斥し、法律上許容される治療中止にはあたらないと判断した。
最高裁はその理由について、2つの点を述べた。
1. 被害者が気管支ぜん息の重積発作を起こして入院した後、本件抜管時までに同人の余命等を判断するために必要とされる脳波等の検査は実施されておらず、発症からいまだ2週間の時点でもあり、その回復可能性や余命について的確な判断を下せる状況にはなかったものと認められる。
2. 被害者は本件時、こん睡状態にあったものであるところ、本件気管内チューブの抜管は、被害者の回復を諦めた家族からの要請に基づき行われたものであるが、その要請は上記の状況からも認められるとおり被害者の病状等について適切な情報が伝えられた上でされたものではなく、上記抜管行為が被害者の推定的意思に基づくということもできない。

この2つの指摘は、法律上許容される治療中止を判断するにあたり、最高裁は何が必要であると考えているかを示している。
1. 十分な治療と検査が行われ、患者の回復可能性や余命について的確な判断をくだせる状況にあること。
2. 家族に適切な情報が伝えられた上での、患者の推定的意思に基づくものであること。

### 3判決の示した枠組み
この3つの判決は、家族の要請の有無について、一審判決と高裁・最高裁判決の事実認定が異なっている上、最高裁が被害者の「推定的意思」という言葉を使用しているのに対し、一審判決・高裁判決は、患者本人の意思を極めて重視している点において表現上の相違が感じられる。しかし、最高裁判決は患者本人の意思と推定的意思の関連については具体的に示しておらず、議論が尽くされていない。
刑事裁判は個人の刑事責任を判断するための制度であり、組織的な問題の解明は本来の目的となっておらず、一審判決がチーム医療の不備について触れたが、高裁および最高裁判決は何も述べることがなかった。とはいえ、延命治療の中止が許される要件についての基本的な考え方は3判決ともほぼ同じであり、末期医療における治療中止についての法律的判断は、この3判決の判例で示された枠組みで考えることとなると思われる。

## 病院側による検証報告集
2009年12月7日の最高裁判決や、事件公表10年の経過を受けて、川崎協同病院はこれまでの経緯や議論、また教訓を生かすために取り組みをまとめ、『「検証」と再生への取り組み　川崎協同病院における「気管チューブ抜去・薬剤投与死亡事件」報告集』として2012年6月24日に発行した。資料を含め186ページにわたりこの事件が触れられている。川崎協同病院にとって病院の存続が危ぶまれるほどの衝撃的な事件であったことがうかがえる内容である。